# Hope (canção de Jack Johnson)
"Hope" é uma canção do músico norte-americano Jack Johnson do seu quarto álbum de estúdio intitulado Sleep Through the Static.
A canção foi lançada como single em maio de 2008 em formato de download digital.

## Videoclipe
Primeira versão
A primeira versão do video clipe foi lançada em Maio de 2008 e mostra Johnson se apresentando com sua banda em um estúdio (similar ao video clipe de "If I Had Eyes").
Segunda versão
A segunda versão foi exibida em vários canais em dezembro de 2008 e foi dirigida por Stephen Hopkins.
O video foi filmado durante uma performance ao vivo de Johnson durante a turnê "Sleep Through the Static Tour". Começa com um clipe do cantor entrando no palco com sua banda e a canção começa, e o povo começa a dançar lentamente. Em algum momento, o video mostra cenas da vida anterior de Johnson na época em que ele era um surfista amador e estava apenas começando a brilhar na indústria da música.

## Paradas musicais
| Paradas (2006)               | Melhor posição |
| ---------------------------- | -------------- |
| Billboard Modern Rock Tracks | 30             |